# Lepidothrix nattereri
Lepidothrix nattereri là một loài chim trong họ Pipridae.
Nó được tìm thấy ở Bolivia và Brazil. Môi trường sống tự nhiên của chúng là rừng đất thấp ẩm nhiệt đới hoặc cận nhiệt đới.